# Le Cheval Blanc (massif des Cerces)
Pour les articles homonymes, voir Cheval blanc.
Le Cheval Blanc est un sommet situé à 3 020 m d'altitude dans le massif des Cerces entre les communes françaises d'Orelle et de Modane en Savoie, dans la région Auvergne-Rhône-Alpes, et celle de Névache dans les Hautes-Alpes en Provence-Alpes-Côte d'Azur.

## Toponymie
Le nom « Cheval » semble être donné, par métaphore, à une élévation. Ce terme provient du latin caballus et du gaulois caballos. L'adjectif « Blanc » est probablement associé à l'aspect du sommet enneigé.

## Géographie

### Situation
Situé à 3 020 m d'altitude, le Cheval Blanc domine le col du Peyron (2 851 m) et le col du Cheval Blanc (2 791 m). Par sa crête sud-ouest, il est relié au mont Thabor (3 178 m) par le col du Thabor (3 171 m). Sa crête nord atteint la pointe des Sarrasins (2 963 m) en passant par les cols du Cheval Blanc (2 791 m), des Bataillères (2 804 m), des Roches (2 836 m) et des Sarrasins (2 844 m).
La dent de Bissorte est une proéminence rocheuse rattachée au sommet, qui est quatre mètres moins haute que le Cheval Blanc, à 3 016 m d'altitude.

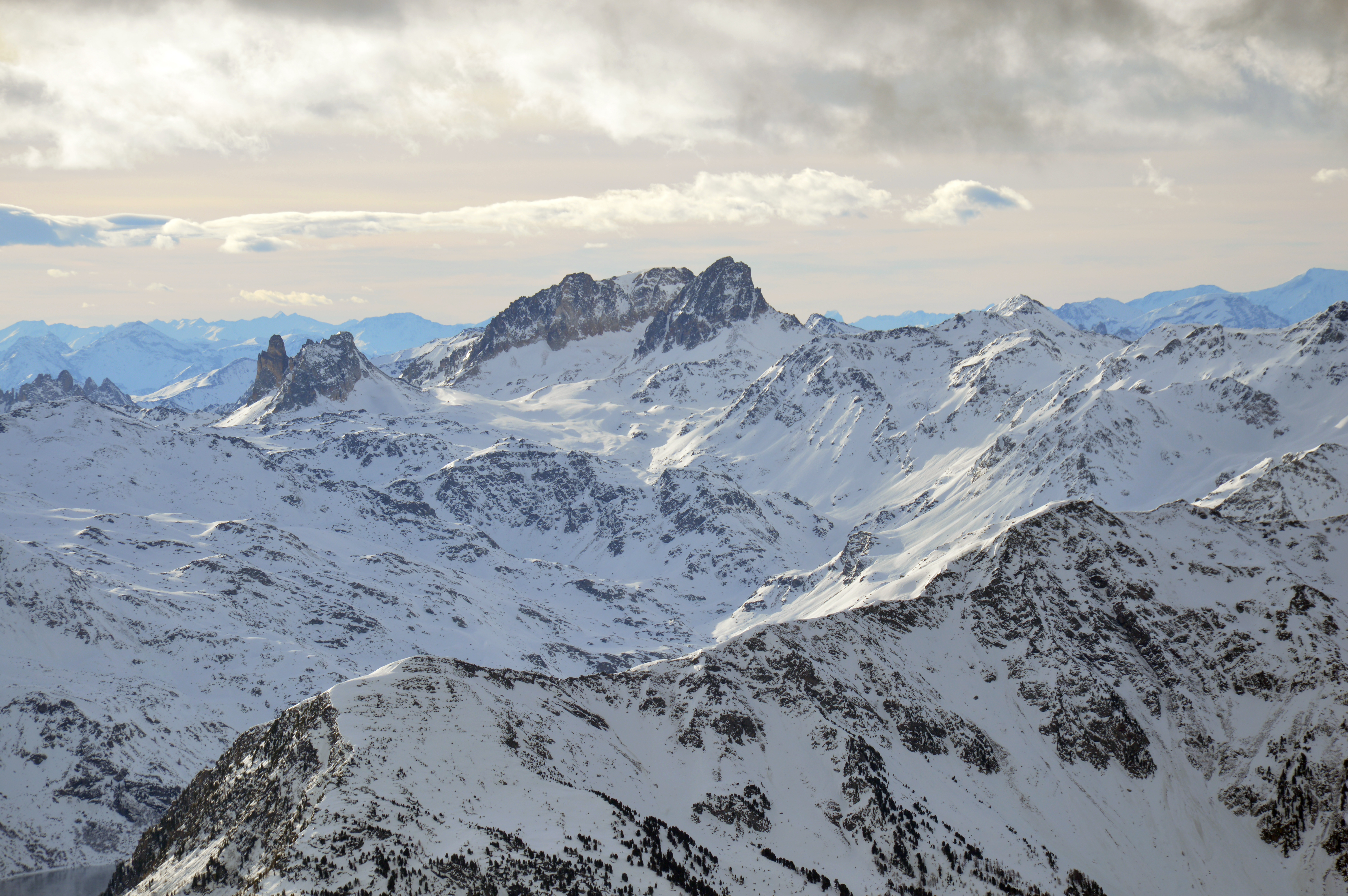
Vue du mont Thabor et du pic du Thabor au centre, avec le Cheval Blanc à gauche.
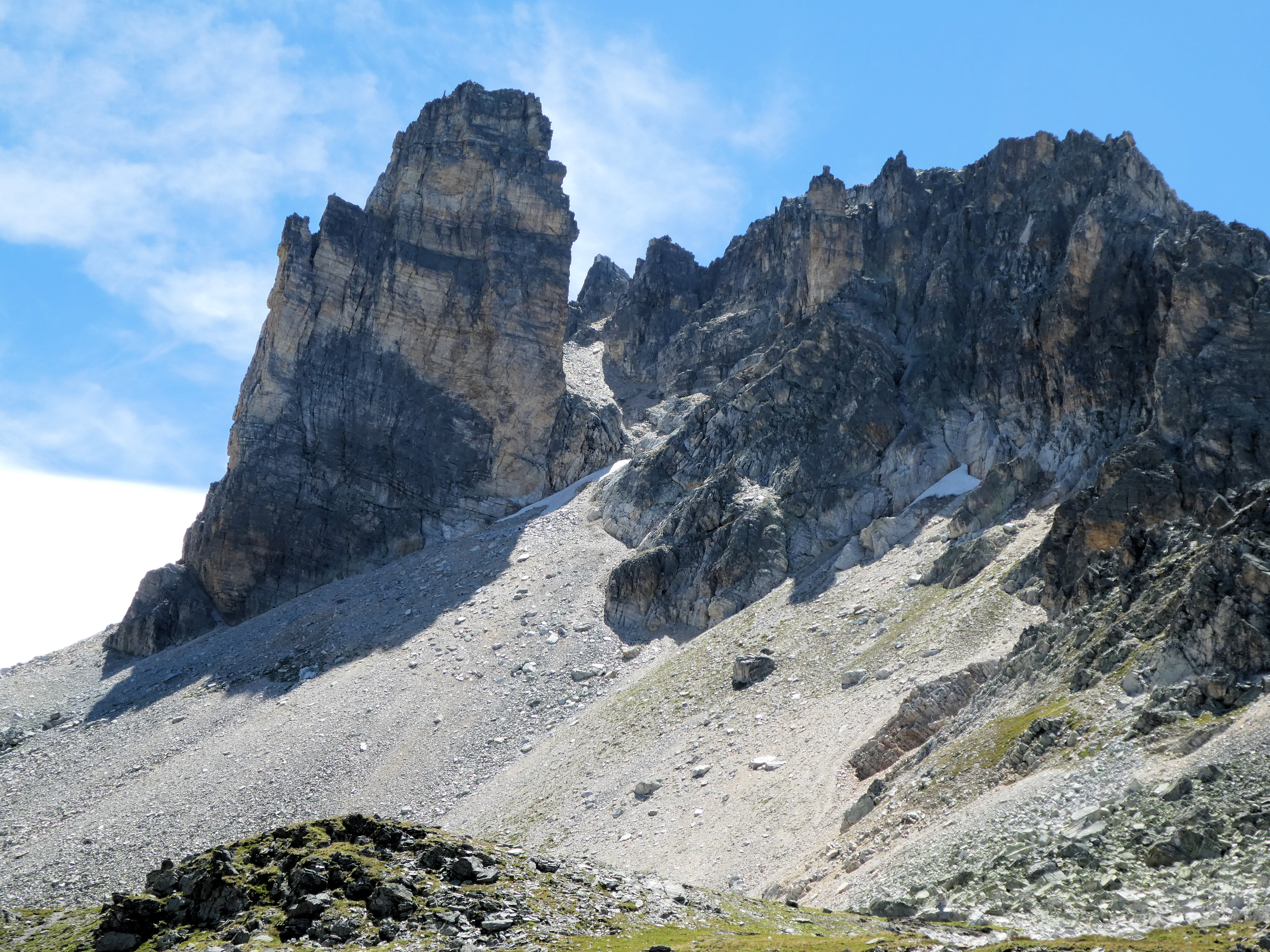
Vue de la dent de Bissorte (3 016 m) et du Cheval Blanc (3 020 m) depuis le col du Cheval Blanc (2 791 m).
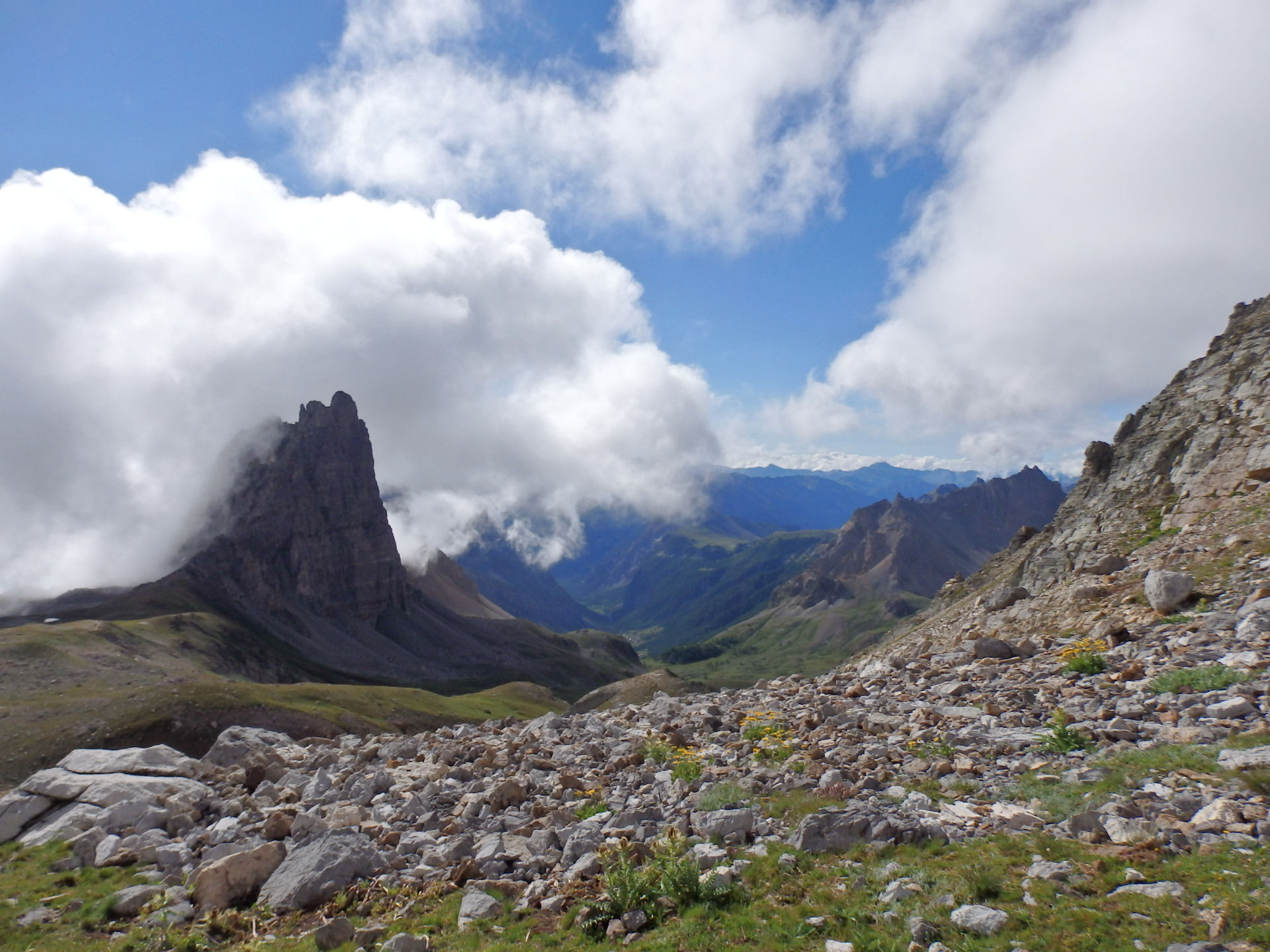
Vue du Cheval Blanc (dans les nuages) depuis la face nord du mont Thabor.

### Géologie
Ce sommet est principalement constitué de quartzite du Trias inférieur.

## Accès

### Ascension depuis Orelle
Afin d'accéder à ce sommet par Orelle, il est possible d'emprunter la piste forestière du Prec qui démarre au lieu-dit Bissortette, à l'extrémité orientale de la commune. Une fois garé au parking du Prec, il suffit de marcher une heure pour atteindre le lac de Bissorte par le chemin des Cartillières.
À l'extrémité du lac se trouve le refuge des Marches depuis lequel on peut continuer de suivre le « GRP Tour du Mont Thabor variante ». Normalement, le lac des Battaillères est franchi et il faut ainsi emprunter le sentier du col du Cheval Blanc jusqu'à atteindre le sommet qui le domine.

### Ascension depuis Modane
Depuis la station de Valfréjus (Modane), il est préférable de rejoindre Le Lavoir (piste carrossable ou GR5). D'ici, on peut prendre la direction du refuge du Thabor (GR5). Du refuge (2 502 m), il faut descendre sur le col de la Vallée Étroite et ainsi rejoindre les crêtes faciles de la pointe des Sarrasins (2 963 m) en passant par la suite par les cols des Sarrasins (2 844 m), des Roches (2 836 m) et enfin du Cheval Blanc (2 791 m) après celui des Bataillères (2 804 m). Dans la direction sud, le sommet est bien visible.